# 고바야시 야스미
고바야시 야스미(일본어: 小林 泰三, 1962년 8월 7일 ~ 2020년 11월 23일)는 일본의 SF·공포·추리 소설가이다. 교토 출신으로 1995년 데뷔작 〈장난감 수리공〉으로 제2회 일본 호러소설대상 단편상을 수상했다. 1998년에 《바다를 보는 사람》으로 SF 매거진 독자상을, 2012년 《천국과 지옥》으로 세이운상을 수상했다. 2014년 발표한 《앨리스 죽이기》를 시작으로 하는 메르헨 죽이기 시리즈로 대한민국에서도 큰 인기를 얻었다.
2020년 11월 23일 암으로 사망하였다.

## 작품 목록

### 메르헨 죽이기 시리즈
- 앨리스 죽이기(アリス殺し, 2014)
- 클라라 죽이기(クララ殺し, 2016)
- 도로시 죽이기(ドロシイ殺し, 2018)
- 팅커벨 죽이기(ティンカー・ベル殺し, 2020)

### 인조 구세주 시리즈
- 인조 구세주(人造救世主, 2010)
- 인조 구세주 기니피그스(人造救世主 ギニー・ピッグス, 2011)
- 인조 구세주 아돌프 클론(人造救世主 アドルフ・クローン, 2011)

### 단권 작품
- 장난감 수리공(玩具修理者, 1996)
- 인수세공(人獣細工, 1997)
- 밀실.살인(密室・殺人, 1998)
- 육식저택(肉食屋敷, 1998)
- 기억(奇憶, 2000)
- 알파오메가(AΩ, 2001)
- 바다를 보는 사람(海を見る人, 2002)
- 집에 사는 것(家に棲むもの, 2003)
- 눈을 비비는 여자(目を擦る女, 2003)
- 네필림 초흡혈환상담(ネフィリム 超吸血幻想譚, 2004)
- 뇌수공장(脳髄工場, 2006)
- 기억(忌憶, 2007)
- 커다란 숲의 자그마한 밀실(モザイク事件帳, 2008)
- 천체 회전에 대하여(天体の回転について, 2008)
- 내장 전람회(臓物大展覧会, 2009)
- 세피아색 처참(セピア色の凄惨, 2010)
- 완전.범죄(完全・犯罪, 2010)
- 천국과 지옥(天獄と地国, 2011)
- 참극 앨범(惨劇アルバム, 2012)
- 전망 좋은 밀실(見晴らしのいい密室, 2013)
- 모즈마 선생의 아틀리에(百舌鳥魔先生のアトリエ, 2014)
- 행복 스위치(幸せスイッチ, 2015)
- 기억 파단자(記憶破断者, 2015)
- 세계성(世界城, 2015)
- 안락탐정(安楽探偵, 2016)
- 분리된 기억의 세계(失われた過去と未来の犯罪, 2016)
- 울트라맨F(ウルトラマンF, 2016)
- 인업탐정 신도 레이토 사건부(因業探偵 新藤礼都の事件簿, 2017)
- 패럴렐 월드(パラレルワールド, 2018)
- 인업탐정 리턴즈 신도 레이토의 모험(因業探偵リターンズ 新藤礼都の冒険, 2018)
- 인외 서커스(人外サーカス, 2018)